# 汤普森·曼
汤普森·曼（英語：Thompson Mann，1942年12月1日—2019年4月4日），美国男子游泳运动员。他曾代表美国参加1964年夏季奥林匹克运动会游泳比赛，获得男子4×100米混合泳接力金牌。